# Edward Harrison Taylor
Edward Harrison Taylor (* 23. April 1889 in Maysville, Missouri; † 16. Juni 1978 in Lawrence, Kansas) war ein US-amerikanischer Herpetologe.

## Leben und Wirken
1908 schrieb sich Taylor in die University of Kansas ein, wo er 1912 zum Bachelor of Arts in den Fächern Zoologie und Paläontologie graduierte. Anschließend nahm er eine Lehrerstelle in einem Dorf in der Zentralregion von Mindanao auf den Philippinen an. In seiner Freizeit studierte er die lokale Herpetofauna und veröffentlichte mehrere Artikel darüber. 1916 kehrte er kurz nach Kansas zurück, wo er seinen Master-Abschluss erwarb. Ende des Ersten Weltkriegs arbeitete er für den US-Geheimdienst in Sibirien. 1920 wurde er Leiter der Fischereiabteilung beim Bureau of Science in Manila. Daneben ermöglichten es ihm seine zahlreichen Reisen, die Fisch- und Reptilienfauna der philippinischen Inseln zu erforschen. 1921 wurde er zum Leiter der Abteilung für Zoologie an der Universität von Manila ernannt. Während dieser Zeit veröffentlichte er mehrere Monografien, darunter Amphibians and Turtles of the Philippine Islands (1921), The Lizards of the Philippine Islands (1922) und Herpetology of the Philippine Islands (1925). Nach seiner Rückkehr in die Vereinigten Staaten promovierte Taylor 1927 zum PhD und wurde Leiter der zoologischen Abteilung der University of Kansas. Von 1929 bis 1936 studierte er die Taxonomie der Skink-Gattung Eumeces. Zwischen 1937 und 1948 unternahm er viele Exkursionen nach Mexiko, wo er mehrere neue Salamanderarten entdeckte. In der Folgezeit erforschte er die Herpetofauna auf Costa Rica, Sri Lanka und Thailand. Von 1946 bis 1954 war er Kurator für Herpetologie am University of Kansas Natural History Museum. 1959 ging er als emeritierter Professor in den Ruhestand. Neben zahlreichen Amphibienarten beschrieb er 1968 die Familie der Fischwühlen und 1969 die Familie der Grabwühlen aus der Ordnung der Schleichenlurche. Taylor erstbeschrieb 115 Arten von Reptilien. 1975 veröffentlichte Taylor seine Autobiografie unter dem Titel Recollections of an Herpetologist.
Im Zweiten Weltkrieg war Taylor ab 1944 für das Office of Strategic Services, einen Vorläufer der CIA, tätig und bildete auf Ceylon Agenten aus. Nach dem Krieg unterstützte er die Briten in Malaysia bei der Aufklärung von japanischen Kriegsverbrechen.

## Dedikationsnamen
Nach Taylor sind mehrere Amphibien- und Reptilientaxa benannt, darunter Anolis taylori, Cyrtodactylus edwardtaylori, Dibamus taylori, Hemidactylus taylori, Hemitheconyx taylori, Xenagama taylori, Agkistrodon taylori, Hyalinobatrachium taylori, Ambystoma taylori, Platymantis taylori und Liotyphlops taylori.

## Werke (Auswahl)
- 1921: Amphibians and Turtles of the Philippine Islands
- 1922: The Lizards of the Philippine Islands
- 1922: The Snakes of the Philippine Islands
- 1925: Herpetology of the Philippine Islands
- 1934: Philippine Land Mammals
- 1935: A taxonomic study of the cosmopolitan scincoid lizards of the genus Eumeces: with an account of the distribution and *relationships of its species
- 1941: Extinct lizards from Upper Pliocene deposits of Kansas, Extinct toads and salamanders from Middle Pliocene beds of Wallace and Sherman counties, Kansas
- 1956: A review of the lizards of Costa Rica
- 1962: The Amphibian fauna of Thailand
- 1963: The Lizards of Thailand
- 1965: The Serpents of Thailand and Adjacent Waters
- 1966: Herpetology of Mexico: Annotated Checklists and Keys to the Amphibians and Reptiles
- 1968: The Caecilians of the World: A Taxomic Review
- 1970: The Turtles and Crocodiles of Thailand and Adjacent Waters: With a synoptic herpetological bibliography
- 1972: Squamation in Caecilians: With an Atlas of Scales
- 1977: The comparative anatomy of caecilian mandibles and their teeth